# Pietro Ostini
Pietro Ostini (Roma, 27 de abril de 1775 - Nápoles, 4 de março de 1849) foi um diplomata e cardeal italiano da Igreja Católica, prefeito da Sagrada Congregação para o Concílio.

## Vida inicial e presbiterado
Estudou no Pontifício Seminário Romano, no Collegio Romano (doutorado em teologia, 1796) e na Pontifícia Academia dos Nobres Eclesiásticos (diplomacia), sempre em Roma.
Foi ordenado padre em 3 de março de 1798. Foi professor temporário de matemática e professor de história eclesiástica no Collegio Romano por muitos anos. Membro da Pia União Sacerdotal de São Paulo Apóstolo, foi confessor e pregador, animador de obras de caridade e círculos espirituais, além de ter trabalhado na conversão do pintor Johann Friedirch Ovebeck no Domingo de Ramos de 1813; foi professor e conselheiro de numerosos prelados, teólogo de vários cardeais romanos, às vésperas da Restauração Papal, ele era uma personalidade influente da Roma sacerdotal. Censor emérito do Archgymnasium de Roma. Professor de teologia na Pontifícia Academia dos Nobres Eclesiásticos, após a restauração do governo papal em Roma, 28 de novembro de 1814. Examinador do clero romano, a partir de 13 de julho de 1816. Entrou ao serviço da Cúria Romana e foi nomeado relator do Sagrada Congregação do Índex antes de 29 de janeiro de 1817; depois, em 30 de janeiro de 1820, seu consultor. Foi também Consultor da Sagrada Congregação de Assuntos Eclesiásticos Extraordinários, a partir de 6 de maio de 1817.
Em 4 de julho de 1818, foi nomeado Consultor da Sagrada Congregação da Propaganda Fide. Foi Qualificador da Sagrada Congregação da Inquisição Romana e Universal antes de 27 de março de 1819. Membro da Accademia della Religione Cattolica, em 9 de abril de 1820. Em 1823, o Papa Pio VII o nomeou vigário apostólico no Chile, mas ele recusou por causa da oposição de seu irmão e outros parentes. Foi nomeado internúncio apostólico na Áustria em 4 de fevereiro de 1824, onde permaneceu até novembro de 1826. Foi Camareiro particular supranumerário de Sua Santidade a partir de 11 de maio de 1824. Nomeado núncio apostólico na Suíça em 30 de janeiro de 1827.

## Episcopado e nunciatura
Foi nomeado pelo Papa Leão XII como arcebispo titular de Tarso em 9 de abril de 1827, sendo consagrado em 12 de agosto, na Igreja de Santa Maria della Pace em Roma, pelo cardeal Giacomo Giustiniani, arcebispo-bispo de Ímola, assistido por Giovanni Giacomo Sinibaldi, presidente da Pontifícia Academia Eclesiástica, e por Ignazio Giovanni Cadolini, bispo de Cervia.
Foi nomeado como o primeiro internúncio apostólico exclusivo no Brasil em 17 de julho de 1829. Em 23 de fevereiro daquele ano a Santa Sé havia reconhecido o Império do Brasil, que se tornara independente de Portugal em 1822, mas Leão XII já em fevereiro de 1826 havia proposto o cargo de representante pontifício no Brasil a Gaspare del Bufalo, que, no entanto, com a intervenção de Belisario Cristaldi e Giovanni Marchetti, secretário da Congregação dos Bispos e Regulares, conseguiu ser dispensado deste cargo. O internúncio, que residia no Rio de Janeiro, até a ereção da internunciatura da Colômbia, também tinha as faculdades de delegado apostólico in universis Americae meridionalis et mexicanibus regionibus, excluindo as Antilhas.
Ostini recebeu indicações precisas sobre as áreas de seu trabalho: enquadrar a situação política em que a nação se encontrava, interessar-se pelo problema da sucessão no Reino de Portugal e resolver os problemas da jurisdição eclesiástica sobre as antigas colônias espanholas. De fato, já como internúncio em Viena, a partir de 1826, ele teve um papel importante na abertura de uma nunciatura no Brasil, como comprova sua correspondência com António Teles da Silva Caminha e Meneses, Marquês de Resende, ministro brasileiro em Viena.

## Cardinalato
Foi criado cardeal in pectore no consistório de 30 de setembro de 1831, enquanto ainda estava no Brasil. Em 2 de setembro de 1832 voltou a Viena como núncio apostólico: durante esse período teve que lidar, entre outras coisas, com as negociações para a revisão da legislação matrimonial, uma questão de disputa entre a Áustria e a Santa Sé.
Foi revelado como cardeal no consistório de 11 de julho de 1836, na mesma data em que foi nomeado como Arcebispo ad personam de Jesi e recebeu o barrete vermelho e o título de cardeal-presbítero de São Clemente em 21 de novembro do mesmo ano.
Renunciou ao governo da diocese em 19 de dezembro de 1841. Foi nomeado Prefeito da Sagrada Congregação dos Bispos e Regulares, cargo exercido de 25 de janeiro de 1842 a 2 de maio de 1847. Optou pela ordem dos cardeais-bispos, recebendo a sé suburbicária de Albano em 3 de abril de 1843.
Protetor da Academia de Teologia da Universidade de Roma, em 28 de abril de 1844. Camerlengo do Sagrado Colégio dos Cardeais, 20 de janeiro de 1845 até 19 de janeiro de 1846. Tornou-se Prefeito da Sagrada Congregação para o Concílio, de 2 de maio de 1847 até sua morte. Protetor da Ordem Cisterciense a partir de 15 de março de 1847. Foi membro da Comissão para a Reforma das Instituições dos Estados Pontifícios, em 12 de fevereiro de 1848. Pró-prefeito da Sagrada Congregação de Indulgências e Sagradas Relíquias, de 21 de setembro de 1848 até 5 de março de 1849. Durante a República Romana, ele seguiu o Papa Pio IX no exílio em Gaeta em novembro de 1848.
Morreu em 5 de março de 1849 em Nápoles, devido às consequências de um acidente ocorrido durante uma visita à frota inglesa ancorada no porto. Foi sepultado na Catedral de Nápoles.

### Conclaves
- Conclave de 1846 - participou da eleição do Papa Pio IX